# José Gonçalves da Silva
José Gonçalves da Silva (Mata de São João, 22 de dezembro de 1838 — Senhor do Bonfim, 15 de agosto de 1911) foi um político brasileiro, governador da Bahia.

## Biografia
Gonçalves Silva concluiu os primeiros estudos em Salvador, no Colégio Pereira. Em 1854, matricula-se na Faculdade de Direito de Recife onde permanece até o terceiro ano, concluindo o curso em São Paulo, no ano de 1859."
A vida pública teve início quando regressou à Bahia e fixou residência em Vila nova da Rainha, filiado ao partido conservador. Radicando-se em Senhor do Bonfim, José Gonçalves exerceu, já no Império, razoável liderança política, que veio a crescer, com a Proclamação da República, forma de governo que aceitou e declarou em carta ao amigo e companheiro de lutas, Barão de Jeremoabo: "Achaste entusiasta o meu telegrama de adesão à República? E, na verdade, aderi com entusiasmo; andava completamente revoltado com a política da Monarquia e dos velhos partidos. Tu não avalias o que estavam tramando os liberais contra mim. Se não fosse o advento da República, que os derrotou, eu teria, apesar de velho e cansado, de sustentar lutas iguais à de 1863."
Ainda no período imperial, foi deputado provincial (1868) e deputado geral (atual deputado federal) (1869-1872). Na República, ocupava o cargo de senador estadual, concomitantemente ao de governador, atuando no Partido Republicano Federalista, que presidiu, até ser afastado por Luís Viana, em conseqüência de sua deposição.

## Governo da Bahia
Atribulado momento político ocorreu com o governo de José Gonçalves. Nomeado para o cargo pelo presidente Deodoro da Fonseca, em substituição ao seu irmão que adoecera, assumiu em 16 de novembro de 1890, com a principal incumbência de gerenciar a administração enquanto formava-se a Assembleia Constituinte estadual.
Como governador, presidiu a solenidade de instalação da Faculdade de Direito da Bahia, hoje integrante da Universidade Federal da Bahia.
Esta, presidida pelo conselheiro Luís Viana, era composta de um senado e uma câmara estaduais. Elaborada a nova Carta Magna, coube à mesma Assembleia eleger o novo governador, em 2 de julho (data máxima do estado) de 1891.
Por ampla maioria do colegiado, José Gonçalves permanece em seu posto. Em 3 de novembro deste mesmo ano ocorre o Golpe de Estado promovido pelo Marechal Deodoro, contra o qual se insurgem por todo o país os republicanos democratas. Não foi, entretanto, o caso do governador baiano: José Gonçalves, contrariando a opinião de todos no Estado, envia mensagem de apoio ao fechamento do Congresso que então se ensaiara.
Um levante se forma à Praça da Piedade, capitaneado pelo tribuno César Zama, de verbo inflamado e mestre na oratória. O povo subleva-se, cercando o governador em sua residência, para onde acorreram alguns milicianos - mas não os militares. Tiros são disparados, pessoas morrem, e José Gonçalves recusa-se a ceder.
Instado pelo General Tude Soares Neiva, comandante do 13º Distrito Militar, entretanto, não lhe resta alternativa: entrega o cargo, a fim de evitar um desastre maior.
Encerrava-se, assim, de forma melancólica, este que passaria à História como o primeiro governador constitucional do estado da Bahia, e único deposto pelo povo, em 24 de novembro de 1891.